# El doble
El doble (en rus: Двойник) és la segona novel·la de Fiódor Dostoievski, escrita l'any 1846, poc després de Pobra gent. Aquesta novel·la no va tenir una gran acollida entre el públic rus pel fet que la veien com un intent mal aconseguit de copiar Gógol, ja que ambdós tractaven el tema d'un funcionari públic colpejat per la maquinària de l'estat i l'alta societat. Com sol succeir amb els grans escriptors, no es va valorar en la seva mesura el tractament psicològic que abordava l'autor. El 1861, revisaria l'obra i faria una nova versió que integraria dins les seves Obres completes del 1866.
En El doble Dostoievski descriu la vida d'un funcionari de l'estat, Yakov Petrovich Goliadkin, que, en ser rebutjat en un dinar que oferia el seu cap per l'aniversari de la seva filla, la seva personalitat es "parteix" i enfronta una despietada lluita interna que enfronta a un (super) Goliadkin amb la realitat, amb el Goliadkin de carn i ossos.
Principalment l'obra del doble conté aspectes burocràtics, existencialistes i, especialment, s'aborda el tema de la llibertat en un to irònic i malvat, fins i tot la seva contrapart al doble no és més que la seva llibertat manifestada en el desig, el desenfrenament, l'engany i altres barbaritats, i al voltant del desenvolupament de l'obra es veu manifestat com l'individu és condemnat, no pels seus actes, sinó pels altres, en aquest cas pel doble.